# K. J. Osborn
Kendrick „K. J.“ Osborn Jr. (geboren am 10. Juni 1997 in Ypsilanti, Michigan) ist ein US-amerikanischer American-Football-Spieler auf der Position des Wide Receivers. Er spielte College Football für die University at Buffalo und die University of Miami und steht seit 2024 bei den Washington Commanders in der National Football League (NFL) unter Vertrag. Zuvor spielte Osborn vier Jahre lang für die Minnesota Vikings sowie anschließend für die New England Patriots.

## College
Osborn besuchte die Lincoln High School in seiner Heimatstadt Ypsilanti, Michigan. Für sein letztes Highschooljahr wechselte er auf die IMG Academy in Florida. Ab 2015 ging Osborn auf die University at Buffalo und spielte College Football für die Buffalo Bulls. Nach einem Jahr als Redshirt fing er 2016 acht Pässe für 105 Yards und einen Touchdown. Ab der Saison 2017 war Osborn Stammspieler. Als Junior kam er auf 35 gefangene Pässe für 493 Yards und vier Touchdowns. Am erfolgreichsten war Osborn in der Saison 2018, als er 35 Bälle fing und dabei 892 Yards und sieben Touchdowns erzielte. Sein bestes Spiel hatte er gegen die Eastern Michigan Eagles mit sieben Catches für 188 Yards und drei Touchdowns. Zudem wurde Osborn 2018 als Punt Returner eingesetzt. Nachdem er seinen Abschluss in Buffalo gemacht hatte, wechselte er für die Saison 2019 auf die University of Miami und spielte für die Miami Hurricanes. Bei den Hurricanes war Osborn mit 50 gefangenen Pässen, 547 Yards und fünf Touchdowns der führende Passempfänger.

## NFL
Im NFL Draft 2020 wurde Osborn in der fünften Runde an 176. Stelle von den Minnesota Vikings ausgewählt. Als Rookie wurde Osborn ausschließlich in den Special Teams eingesetzt und sah keine Spielzeit in der Offense. Er spielte als Return Specialist, war aber mit mehreren fallen gelassenen Bällen wenig erfolgreich.
Nach überzeugenden Leistungen in der Saisonvorbereitung ging Osborn als dritter Wide Receiver hinter Justin Jefferson und Adam Thielen in seine zweite NFL-Saison. Am ersten Spieltag fing er sieben Pässe für 76 Yards. Am folgenden Spieltag gelang Osborn gegen die Arizona Cardinals sein erster Touchdown in der NFL. Er wurde zunächst vor allem als Slot-Receiver eingesetzt, zum Ende der Saison nahm er durch den verletzungsbedingten Ausfall von Thielen eine größere Rolle ein. Osborn beendete seine zweite NFL-Saison mit 50 gefangenen Pässen für 655 Yards und sieben Touchdowns.
Sein bis dahin erfolgreichstes Spiel gelang Osborn am 15. Spieltag der Saison 2022, als er gegen die Indianapolis Colts 10 Pässe für 157 Yards und einen Touchdown fing. Damit trug er wesentlich zum 39:36-Sieg der Vikings nach Overtime bei, der nach zwischenzeitlichem 0:33-Rückstand von Minnesota als bis dato größtes Comeback in die NFL-Geschichte einging. Insgesamt sah Osborn etwas mehr Spielzeit als im Vorjahr, da die Vikings häufiger mit drei Wide Receivern gleichzeitig auf dem Feld spielten. Er fing 60 Pässe für 650 Yards Raumgewinn und fünf Touchdowns. In der Saison 2023 veränderte sich die Rolle von Osborn durch den Abgang von Thielen und den zeitweisen Ausfall von Jefferson, allerdings erhielt er mit Rookie Jordan Addison auch neue Konkurrenz auf der Wide-Receiver-Position und war erneut Nummer-drei-Receiver der Vikings. Er verzeichnete nur zwei Spiele mit über 50 Yards und kam mit 48 gefangenen Pässen für 540 Yards und drei Touchdowns auf etwas niedrigere Zahlen als in den Vorjahren.
Im März 2024 unterschrieb Osborn einen Einjahresvertrag im Wert von vier Millionen US-Dollar bei den New England Patriots. Bei den Patriots fand Osborn nie den Weg zu einer größeren Rolle. Er bestritt lediglich sieben Spiele, in denen er sieben Pässe für 57 Yards und einen Touchdown fing, bis er sich vor dem 15. Spieltag mit den Patriots auf die Auflösung seines Vertrags einigte. Einen Tag darauf nahmen die Washington Commanders Osborn über die Waiver-Liste unter Vertrag.

### NFL-Statistiken
| 2020                               | Minnesota Vikings     | 9  | 0  | 0   | 0    | –    | 0  | 0  | 2 | 0 |
| 2021                               | Minnesota Vikings     | 17 | 9  | 50  | 655  | 13,1 | 64 | 7  | 0 | 0 |
| 2022                               | Minnesota Vikings     | 17 | 9  | 60  | 650  | 10,8 | 66 | 5  | 1 | 0 |
| 2023                               | Minnesota Vikings     | 16 | 12 | 48  | 540  | 11,3 | 47 | 3  | 1 | 0 |
| 2024                               | New England Patriots  | 7  | 4  | 7   | 57   | 8,1  | 22 | 1  | 0 | 0 |
| 2024                               | Washington Commanders | 1  | 0  | 0   | 0    | –    | 0  | 0  | 0 | 0 |
| Total                              | Total                 | 67 | 34 | 165 | 1902 | 11,5 | 66 | 16 | 4 | 0 |
| Quelle: pro-football-reference.com |                       |    |    |     |      |      |    |    |   |   |